# Епирска лига
Епирската лига или Епиротската лига (от епироти) е коалиция просъществувала между 370 и 320 г. пр.н.е.
Възниква на първо време като Молоска лига – през 370 г. пр.н.е.
Обединява трите основни племена на Античен Епир (молоси, теспроти и чаони или хаони).  Политически, икономически и културен център на лигата е Додона.  Когато Агатокъл от Сиракуза завладява Керкира, предлага острова като зестра на дъщеря си Ланаса за брака ѝ с Пир в 295 г. пр.н.е. 
Керкира е в епиротската лига до 255 г. пр.н.е., но отново става независима след смъртта на Александър II (Епир). Лигата е победена от илирите по време на инвазията им в Епир в битка при Фойника, което я принуждава да сключи мирен съюз с Тевта, за да предотврати по-нататъшни илирийски атаки. Епиротският съюз е враждебно настроен към ахейския и етолийците, като се предполага, че съюза е прекратен след поражението в Първата илирийска война.
Епиротската лига остава неутрална през първите две македонски войни, но в крайна сметка тя се разпада в Третата македонска война (171 – 168 г. пр.н.е.), като молосите са на страната на македоните, а чаоните и теспротите подкрепят Римската република. 